# یواس‌اس ال‌اس‌ام (آر)-۱۸۸
یواس‌اس ال‌اس‌ام (آر)-۱۸۸ (به انگلیسی: USS LSM(R)-188) یک کشتی بود که طول آن ۲۰۳ فوت ۶ اینچ (۶۲٫۰۳ متر) بود. این کشتی در سال ۱۹۴۴ ساخته شد.